# دواين هيندريكس
دواين هيندريكس (بالإنجليزية: Dwayne Hendricks)‏ هو لاعب كرة قدم أمريكية أمريكي، ولد في 17 مارس 1986 في ميلفيل، نيوجيرسي في الولايات المتحدة.

## وصلات خارجية
- دواين هيندريكس على موقع مرجع كرة القدم المحترفة.كوم (الإنجليزية)